# Pseudoasonus baiyuensis
Pseudoasonus baiyuensis är en insektsart som beskrevs av Zheng, Z. 1990. Pseudoasonus baiyuensis ingår i släktet Pseudoasonus och familjen gräshoppor. Inga underarter finns listade i Catalogue of Life.